# Снейк-Крік (Оклахома)
Снейк-Крік (англ. Snake Creek) — переписна місцевість (CDP) в США, в окрузі Мейз штату Оклахома. Населення — 255 осіб (2020).

## Географія
Снейк-Крік розташований за координатами 36°10′43″ пн. ш. 95°5′37″ зх. д. / 36.17861° пн. ш. 95.09361° зх. д. (36.178558, -95.093714).  За даними Бюро перепису населення США в 2010 році переписна місцевість мала площу 21,64 км², уся площа — суходіл.

## Демографія
Згідно з переписом 2010 року, у переписній місцевості мешкало 257 осіб у 101 домогосподарстві у складі 70 родин. Густота населення становила 12 особи/км².  Було 118 помешкань (5/км²).
Расовий склад населення:
| - 72,4 % — білих - 20,6 % — корінних американців |

До двох чи більше рас належало 7,0 %. Частка іспаномовних становила 0,8 % від усіх жителів.
За віковим діапазоном населення розподілялося таким чином: 23,3 % — особи молодші 18 років, 60,0 % — особи у віці 18—64 років, 16,7 % — особи у віці 65 років та старші. Медіана віку мешканця становила 44,1 року. На 100 осіб жіночої статі у переписній місцевості припадало 94,7 чоловіків;  на 100 жінок у віці від 18 років та старших — 99,0 чоловіків також старших 18 років.
Середній дохід на одне домашнє господарство  становив 29 563 долари США (медіана — 29 792), а середній дохід на одну сім'ю — 35 133 долари (медіана — 36 131). За межею бідності перебувало 5,6 % осіб, у тому числі 0,0 % дітей у віці до 18 років та 0,0 % осіб у віці 65 років та старших.
Цивільне працевлаштоване населення становило 60 осіб. Основні галузі зайнятості: освіта, охорона здоров'я та соціальна допомога — 25,0 %, будівництво — 21,7 %, виробництво — 16,7 %, транспорт — 13,3 %.